# Jovita Idar
Jovita Idar Vivero (7 septembre 1885 à Laredo - 15 juin 1946 à San Antonio) est une journaliste américaine, enseignante, militante politique et défenseure des droits civiques des Américains d'origine mexicaine et des immigrants mexicains.  
Dans le contexte de la Révolution mexicaine, elle travaille pour une série de journaux, utilisant ses écrits pour œuvrer à un changement significatif et efficace. Elle commence sa carrière dans le journalisme à La Crónica, le journal de son père à Laredo, au Texas, sa ville natale. 
Elle est présidente de la Ligue des femmes mexicaines nouvellement créée - La Liga Femenil Mexicanista - en octobre 1911, une organisation dont l'objectif est d'offrir une éducation gratuite aux enfants mexicains de Laredo. Elle est également active au sein du Primer Congreso Mexicanista, une organisation qui réunit les Américains d'origine mexicaine pour discuter de problèmes tels que leur manque d'accès à une éducation adéquate et à des ressources économiques. 

## Biographie

### Jeunesse
Jovita Idar naît le 7 septembre 1885 à Laredo, au Texas. Elle est l'une des huit enfants de Jovita Vivero Gómez et Nicasio Idar, qui s'efforcent de faire progresser les droits civiques des Américains d'origine mexicaine,. La famille Idar fait partie de la gente decente, qui a un meilleur accès à une bonne éducation et a de meilleures opportunités que de nombreuses familles mexicaines-tejanos (en). 
Les huit enfants Idar grandissent dans une atmosphère où les droits, les devoirs et les conditions défavorisées de la communauté chicano sont constamment discutés. Dans son livre Marching to a Different Drummer, Robin Kadison Berson explique que « En grandissant, Jovita est une fille imaginative et pleine d'entrain ; une étudiante enthousiaste, qui gagne des prix pour sa poésie et qui aime réciter devant un public. ».

### Éducation et enseignement
Idar obtient son certificat d'enseignement en 1903 à l'Institut Holding de Laredo. Elle enseigne dans une école à Los Ojuelos, située à l'est de Laredo. Ses premières années d'enseignement sont frustrantes : « Il n'y avait jamais assez de manuels pour ses élèves, ni assez de papier, de stylos ou de crayons ; si tous ses élèves venaient en classe, il n'y avait pas assez de chaises ou de bureaux pour eux. ». La scolarité des étudiants chicanos est inadéquate. Les Chicanos payent des impôts pour fournir une éducation décente pour leurs enfants, mais l’entrée dans les écoles leur est refusée. Idar se rend compte que ses efforts d'enseignement ont peu d'impact sur la vie des étudiants en raison des écoles ségréguées mal équipées.

## Militantisme sur les questions sociales
Dans le contexte de la révolution mexicaine, qui dure une décennie, de 1910 à 1920, Idar abandonne l'enseignement pour se tourner vers le journalisme afin d'apporter un changement significatif et efficace. Elle retourne à Laredo, où elle commence à travailler avec deux de ses frères, Eduardo et Clemente Idar, pour le journal de leur père, La Crónica (« La Chronique »). Ce dernier, Nicasio Idar, est un homme fort et fier, qui défend les droits civiques et la justice sociale pour les Mexicano-Américains. Il édite et publie La Crónica, qui devient une voix majeure pour les droits des Mexicains et des Tejanos (en). Jovita écrit des articles sous un pseudonyme, exposant les mauvaises conditions de vie des travailleurs mexicano-américains et soutient la révolution,,. 
En 1910, La Crónica comprend des articles sur l'actualité, des essais biographiques et historiques concernant les Américains d'origine mexicaine, ainsi que des essais littéraires et poétiques. Elle attire l’attention sur les graves inégalités sociales et économiques subies par les Américains d’origine mexicaine au Texas, en particulier, et aux États-Unis, en général. La Crónica contient des « histoires sur la discrimination éducative et sociale contre les Américains d'origine mexicaine, les mauvaises conditions économiques, la diminution de l'utilisation de la langue espagnole, la perte de la culture mexicaine et le lynchage des Hispaniques ». 
En 1911, La Crónica créé un « ordre fraternel », l'Orden Caballeros de Honor, pour « discuter des problèmes sociaux préoccupants de l'époque » et tient le premier Congrès mexicain — le Primer Congreso Mexicano — consacré à la lutte contre les inégalités et le racisme,  et à l'union des Mexicains sur les questions qui les affectent, notamment le manque d'accès à une éducation adéquate et à des ressources économiques. Alors qu'elle travaille à La Crónica, Idar est également la première présidente de La Liga Femenil Mexicanista, la Ligue des femmes mexicaines, une « émanation » du Congrès fondé en octobre 1911 à Laredo pour offrir une éducation gratuite aux enfants mexicains. Dans son livre de 2018, basé sur sa thèse de doctorat, Redeeming La Raza: Transborder Modernity, Race, Respectability, and Rights, Gabriela González écrit que ces organisations sont créées en réponse à la pauvreté et au racisme subis par les communautés mexicaines transfrontalières.  
Les objectifs supplémentaires de l'organisation sont d'« unifier les intellectuels mexicains du Texas autour des questions de protection des droits civiques, d'éducation bilingue, du lynchage des Mexicains, de l'organisation du travail et des préoccupations des femmes »,. Les femmes de cette ligue s'efforcent de transformer ces injustices en un plan d'action et se concentrent sur le soulagement des problèmes sociaux en apportant activement des changements au sein de leurs communautés. Elles sont très influentes. « Certains membres de la ligue sont des éducateurs et des professionnels qualifiés, et l'éducation des jeunes reste l'objectif principal de l'organisation.». Elle se transforme en une organisation sociale, politique et caritative pour les femmes qui, en partie, fournit de la nourriture et des vêtements aux personnes dans le besoin,.  
La Ligue des femmes mexicaines et le Premier Congrès mexicain travaillent activement à la promotion de leurs membres, « en organisant des sessions d'étude et d'apprentissage, des sessions où l'on acquiert la culture et où l'on développe le talent ».  
En mars 1913, lorsque Nuevo Laredo, du côté mexicain de la frontière, est attaqué, Idar et d’autres femmes de Laredo traversent le fleuve Rio Grande pour aider les blessés. À la frontière, Idar rejoint ensuite La Cruz Blanca — la Croix Blanche, une organisation qui fournit des secours similaires à la Croix-Rouge, créée et financée par Leonor Villegas de Magnón (en), également originaire de Laredo,,,.   
En 1914, à son retour de son travail d'infirmière bénévole à la frontière, elle commence à écrire pour El Progreso. Un éditorial publié dans El Progreso critiquant l'ordre du président Woodrow Wilson d'envoyer des troupes militaires américaines à la frontière entre le Mexique et les États-Unis offense l'armée américaine et les Texas Rangers. Les Rangers tentent de fermer El Progreso, mais Idar bloque l'entrée du bureau du journal. Un jour, alors qu'elle n'est pas au bureau du journal, les Rangers reviennent pour le saccager et détruire les presses à imprimer, fermant ainsi le journal,.  
Après la mort de son père en 1914, elle devient rédactrice à La Crónica, où elle continue à dénoncer les conditions de vie des Américains d'origine mexicaine et des immigrants mexicains de l'époque. 
En novembre 1916, Idar fonde l'hebdomadaire Evolución, qui reste en activité jusqu'en 1920.
Idar s'installe à San Antonio en 1921, où elle fonde une école gratuite et travaille également bénévolement comme interprète dans un hôpital. 
En 1940, elle coédite la revue El Heraldo Cristiano. 

## Vie privée
En mai 1917, Idar épouse Bartolo Juárez, qui travaille comme plombier et ferblantier. Elle vit avec lui à San Antonio jusqu'à sa mort, le 15 juin 1946, qui aurait été causée par une hémorragie pulmonaire. Elle souffrait d’une tuberculose avancée,.  

## Postérité

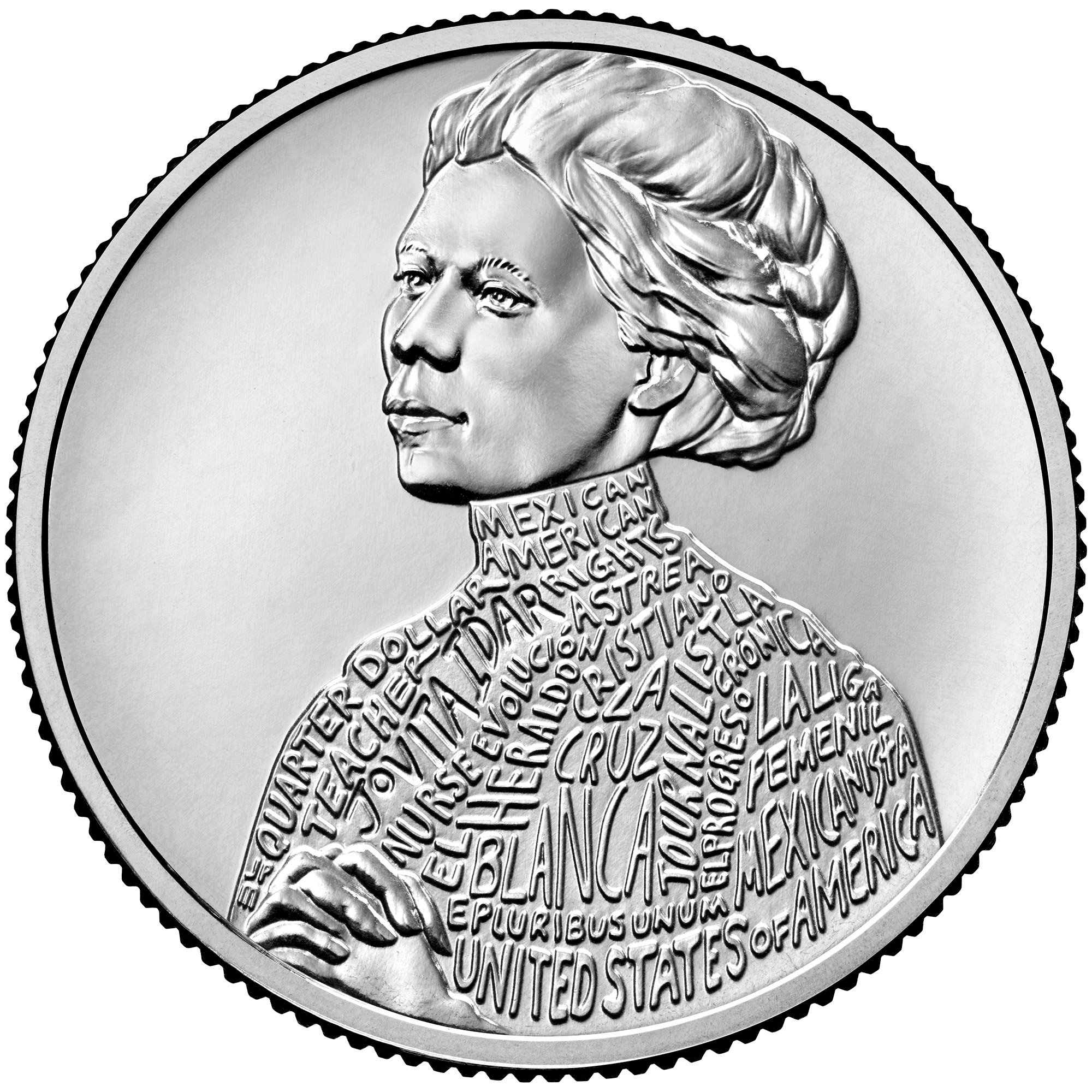
En 2023, Idar est incluse dans la série de pièces American Women Quarters.

En 2018, Gabriela González publie Redeeming La Raza: Transborder Modernity, Race, Respectability, and Rights, basé sur sa thèse de doctorat, dans laquelle elle explique les dimensions historiques, politiques et socio-économiques de La Raza du vivant de Jovita Idar, y compris une description approfondie du rôle joué par la famille d'Idar sur plusieurs générations. 
Des biographies d'Idar sont publiées dans le National Women's History Museum, dans la série Women in Texas History, dans l'édition 2005 de The Oxford Encyclopedia of Latinos and Latinas in the United States,, et dans la série Texas Originals. Son histoire est incluse dans le chapitre de Laura Gutierrez-Witt « Continuité culturelle face au changement : les imprimeurs hispaniques au Texas » dans la publication de 1996 Recovering the US Hispanic Literary Heritage,.  
Dans le chapitre intitulé « Jovita Idar : les origines idéologiques d'une défenseure transnationale » pour La Raza dans la publication de 2015 Texas Women: Their Histories, Their Lives, les auteurs écrivent qu'Idar promeut les valeurs de la « gente decente », des personnes qui s'identifient comme décentes, honnêtes et respectables, comme la solution aux problèmes sociaux rencontrés par les communautés marginalisées, « Idar promeut l'idée que l'éducation élève les femmes et, par extension, les hommes ». Elle reflète un idéal féministe qui n'est pas complètement opposé aux concepts victoriens, mais elle remet en question les idées et brise les frontières de la société patriarcale de son époque.  Le New York Times inclut Idar dans une série d'articles nécrologiques intitulés Overlooked, sur des personnes dont les réalisations au cours de leur vie méritaient d'être reconnues dans les médias lorsqu'elles sont décédées, mais ne l'ont pas été. Dans leur numéro d'août 2020, l'accent est mis sur le centenaire du dix-neuvième amendement à la Constitution des États-Unis, adopté en 1920. Le 19ᵉ amendement interdit à tout citoyen américain de se voir refuser le droit de vote en raison de son sexe.
Dans le cadre du Mois du patrimoine hispanique, le Google Doodle du 21 septembre 2020 rend hommage à Idar en représentant son célèbre blocage des bureaux d'El Progreso contre les Texas Rangers et en commémorant via une boîte de dialogue son 135ᵉ anniversaire (deux semaines après son véritable anniversaire ).
En 2023, Idar apparait sur une pièce de monnaie américaine. 